# Planetar
Un planetar és un terme que resultaria de la unió dels termes planeta i estel en anglès (planet + star). Es tracta d'un terme proposat per definir dos cossos celestes diferents i que actualment no gaudeix d'un ampli ús a la comunitat astronòmica. Un planetar podria definir:
- Un nan marró — un objecte intermedi en mida entre un planeta i un estel— però amb una formació similar a la dels planetes.
- Un planeta interestel·lar (també es podrien incloure els estels subnans marrons— planetars que tenen masses fredes més petites que els nans marrons i no orbiten cap estel, sinó que floten lliures a l'espai.

## Planetars nans marrons
Els planetars són com objectes semblants als planetes que tenen més massa de la necessària per a ser nans marrons. Això no obstant, un planetar es forma de la mateixa manera que un planeta, mitjançant l'acreció o el col·lapse del nucli d'un disc circumestel·lar, i no mitjançant el col·lapse d'un núvol de gas. La distinció entre planetar i nan marró no és molt clara, els astrònoms no es posen d'acard en si considerar o no el procés de formació d'un planeta com a part de la seva divisió en la classificació.

### Planetars nans vermells
Hipotèticament un planeta ultra-gegant podria resultar d'una formació planetària prou gran per a convertir-se en un nan vermell. Potser inclús estels més grans es podrien formar de discs de gas de protoestels de població II.

## Planetars planetes lliures
Objectes interestel·lars de massa planetària, també es coneixen com a planetars perquè una part de la comunitat astronòmica defineix un planeta com un objecte que ha d'orbitar un estel. Qualsevol objecte de massa planetària que no orbités un estel, no podria, segons aquesta definició, anomenar-se planeta. Com existeixen de manera aïllada com els estels també se'ls ha anomenat planestes estels o planetars. El 2003, el grup de treball sobre planetes extrasolars de la UAI recomanà anomenar aquests objectes subnans marrons.
Alguns d'aquests planemos tener discs de detritus menors que els discs protoplanetaris. Un exemple és el planemo 2M1207b el qual té un disc al seu voltant.